# Stratton (Kornwalia)
Stratton (korn. Strasnedh) – miasto w Anglii, w Kornwalii. Leży 107 km na północny wschód od miasta Penzance i 316 km na zachód od Londynu.